# Nguyên Lãng (quận)
Nguyên Lãng (tiếng Trung: 元朗區; bính âm: Yuánlǎng; Việt bính: jyun4 long5),là một trong 18 quận của Hồng Kông nằm ở phía tây bắc Tân Giới. Năm 2001, dân số toàn quận là 449.070 người. Đây là quận có dân số trẻ nhất tại hồng Kông và có thu nhập bình quân thấp nhất Tân Giới. Quận Nguyên Lãng bao gồm các đồng bằng phù sa lớn nhất tại Hồng Kông với tổng diện tích 144 km². Hai đô thị mới đã được phát triển tại quận này. Đô thị mới Nguyên Lãng được phát triển từ thị trấn truyền thống Nguyên Lãng từ cuối thập kỷ 1970.